# 虫歯車
虫歯車（むしはぐるま）とは、田中久重の考案した歯車。虫に似た形状ゆえに第三者によってその名がつけられた。

## 動作
1つの軸棒に、片側にのみ4つの歯が付いた2つの4歯部分歯車を離れた位置にそれぞれ点対称に付けて、軸棒の回転によってそれぞれの歯車が虫歯車とかみ合うように使用すると、虫歯車が往復の回転運動を行う。使用された事例は田中本人の開発による万年自鳴鐘にのみ確認されている。

## 万年自鳴鐘での動作
万年自鳴鐘では、虫歯車の軸棒の反対側には27歯歯車が付いており、27歯歯車には大きな午前歯車と午後歯車が直角に噛み合っている。4歯部分歯車は一年で一回転し、午前歯車と午後歯車に噛み合っている25歯クランク歯車に接続した時表示駒が動き、冬至と夏至での昼夜の長さの違いを表現する。